# Tropites
Tropites – rodzaj głowonogów z wymarłej podgromady amonitowatych, z rzędu Ceratitida.
Żył w epoce późnego triasu (karnik – noryk), typowy dla facji tetydzkiej. Muszla pękata, o szerokiej i łagodnie zaokrąglonej stronie brzusznej, ma niewielki i głęboki pępek. Żebra grube. Linia lobowa amonitowa.